# Зграда школе у Горњем Брегу
Основна школа у атару Ада, у насељеном месту Горњи Брег, једна је од шест таквих школских објеката подигнутих у атару Аде на основу одлуке Градског већа Сенте из 1883. године. Представља непокретно културно добро као споменик културе од великог значаја.

## Изглед школе
Сазидана је и почела са радом 1885. године. Једина је до данас остала у функцији, јер са нестанком салаша угасиле се и потреба за таквим школама. Извођење радова је било поверено Иштвану Грундбеку, грађевинском предузимачу. Објекат је зидан по тада важећим условима који су предвиђали једну учионицу и стан за учитеља. У градњи су примењивана искуства сеоских зидара за јавне објекте, односно школа је зидана од набоја или ћерпича, прекривена четвоространим кровом. Зидно платно је равно, док су прозори рађени са опшивом у неокласичном стилу. До данас објекат није претрпео значајније измене, осим што је након пожара 1895. године кровни покривач од шиндре замењен црепом. Ограда школе је зидана опеком и делимично је сачувана. У школи је још увек двадесетак старих школских клупа, док се учила делимично чувају у музеју у Сенти.